# Tràn dịch màng phổi
Tràn dịch màng phổi hay hội chứng tràn dịch màng phổi là tình trạng tích tụ dịch (có thể là máu, dịch hoặc khí) trong khoang trống giữa phổi và thành ngực vượt quá mức cho phép ở khoang màng phổi, từ đó gây nên những biến đổi trên lâm sàng.

## Đại cương
Tràn dịch màng phổi là bệnh thường gặp trong các bệnh lý của hệ hô hấp con người. Một số dạng tràn dịch màng phổi hay gặp là:
- Tràn dịch màng phổ do lao: Bệnh thường gặp ở những nước thuộc vùng nhiệt đới gió mùa và ở các nước đang phát triển, bệnh thường hay xảy ra ở những người trẻ tuổi, làm việc vất vả, chế độ dinh dưỡng không đảm bảo và sống trong môi trường thiếu vệ sinh.,[2]
- Tràn dịch màng phổi do dưỡng chấp (chylothorax), tức nguyên nhân do chấn thương ngực, phẫu thuật vùng trung thất, khối u đè vào ống dưỡng chấp, giun chỉ hoặc dị tật bẩm sinh
- Tràn dịch màng phổi thanh tơ tức dạng tràn dịch màng phổi xuất tiết, dịch rỉ viêm.[3]
- Tràn dịch màng phổi dịch thấm với nguyên nhân xuất phát từ các hội chứng như hội chứng thận hư, suy thận, xơ gan cổ trướng.
- Tràn dịch màng phổi dịch tiết xuất phát từ nguyên nhân như lao màng phổi, ung thư màng phổi.
- Tràn máu màng phổi xuất phát từ việc chấn thương lồng ngực, ung thư di căn tới màng phổi.

## Nguyên nhân và triệu chứng
Nguyên nhân làm tràn dịch màng phổi là do các bệnh hay gặp như lao, ung thư, nhiễm khuẩn, bệnh tim mạch, phù niêm, hội chứng móng tay vàng, xơ gan, lupus ban đỏ hệ thống, viêm cầu thận mạn, hội chứng thận hư, thận ứ nước, tăng urê huyết, sau thẩm phân phúc mạc, bệnh bụi phổi, do nấm và ký sinh trùng khác và không rõ nguyên nhân chiếm tỷ lệ 10% -20%.
Về triệu chứng, tràn dịch màng phổi có các biểu hiện đặc trưng sau:
- Đau ngực âm ỉ về phía bên tràn dịch, người bệnh nằm nghiêng về bên đó thì đau tăng.
- Bệnh nhân có biểu hiện ho khan khi thay đổi tư thế nằm và khó thở ngày một tăng.
- Sốt, bệnh nhân có thể bị sốt đến 38,5 độ hoặc cao hơn.
- Khi chụp X-quang phổi thấy hình mờ đậm, đồng đều, dịch thường ở dưới thấp, có khi mờ ở cả hai bên phổi, tim bị đẩy sang bên đối diện.

## Điều trị
Có nhiều nguyên nhân và nhiều loại triệu chứng tràn dịch màng phổi, chính vì vậy trong y khoa thì việc điều trị tùy vào nguyên nhân gây là tràn dịch màng phổi như: Trường hợp tràn dịch màng phổi do bị nhiễm khuẩn thì người ta sẽ cho sử dụng kháng sinh diệt vi khuẩn loại bỏ nguyên nhân gây bệnh. Đối với việc tràn dịch do ung thư thì áp dụng các biện pháp điều trị bằng phẫu thuật và hóa chất, xạ trị. Ngoài ra tràn dịch màng phổi do suy tim, suy thận, xơ gan, áp-xe gan.... thì các bác sĩ sẽ điều trị bằng liệu pháp và phác đồ phù hợp với các nguyên nhân này. Một trong những liệu pháp quan trọng là chọc dẫn lưu dịch để không còn tình trang ứ đọng dịch ở màng phổi. Khi điều trị cần lưu ý điều trị đúng và đủ liều, đủ thời gian đồng thời bệnh nhân tránh làm việc quá sức, cố gắng cải thiện môi trường sống, môi trường làm việc bảo đảm vệ sinh.
''Nên tránh những nơi không khí ô nhiễm, có nguy cơ gây hại cho phổi. Đồng thời cần phải có người thân quen hay các loại thuốc điều trị bên mình để phòng tránh sự đột ngột khi bệnh tái phát.
Theo MCPMQ ''